# Marie Heineken

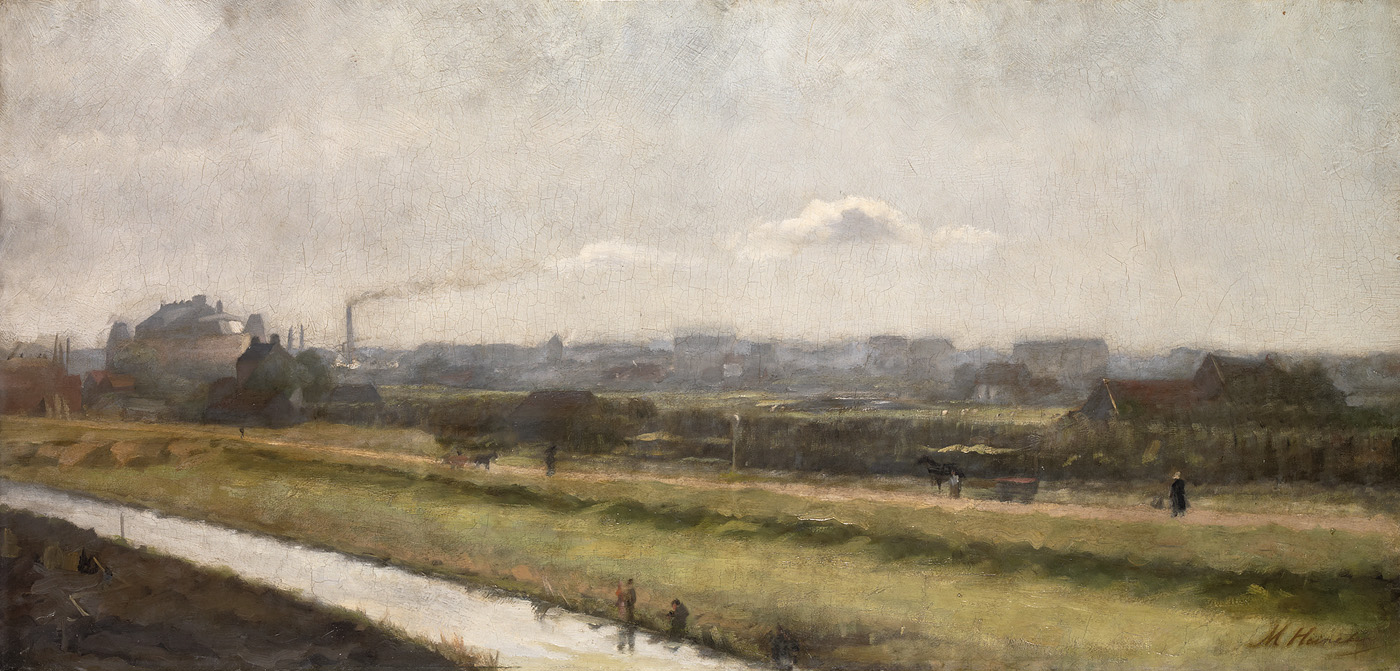
Schilderij uit 1890/1895 in het Amsterdam Museum: Amsterdam-Zuid, stadsgezicht Amsterdam gezien vanaf een punt in het Vondelpark met de Willemsparkweg, Concertgebouw (1888) en Koninklijke Waskaarsenfabriek (1700-1906).

Marie Heineken (Amsterdam, 8 juni 1844 - Amsterdam, 1 maart 1930) was een Nederlandse schilderes, aquarelliste en pastelliste. Ze werd voornamelijk bekend met bloem-stillevens.
Marie Heineken woonde het grootse deel van haar leven in Amsterdam. Haar vader was de koopman Wijnand Heineken, een oom van de bierbrouwer Gerard Adriaan Heineken. Marie kreeg schilderles van Petrus Franciscus Greive en van August Allebé op de Rijksakademie van beeldende kunsten in Amsterdam. Haar werkzame periode was van 1859 tot 1930, grotendeels in Amsterdam en deels in Nieuwer-Amstel (1891-1897). Zij werkte met olie-, waterverf en pastelkrijt. Haar werk bestond uit (bloem)stillevens, stadsgezichten, landschappen en enkele portretten. De bloemstillevens worden als impressionistisch gekarakteriseerd. Bij haar begrafenis werd gezegd dat ze het liefst eenvoudige bloemen schilderde, 'haar door haar vrienden aangeboden, of in eigen tuin gekweekt en verzorgd'. Ze was lid van Arti et Amicitiae, de Amsterdamse vereniging van beeldende kunstenaars en kunstliefhebbers en van de Vereeniging Sint Lucas in Amsterdam.
Ze is later bekend geworden als naamgeefster van het Marie Heinekenplein (1994) in Amsterdam. De keuze voor haar naam was enerzijds ingegeven door de traditie om straten in die buurt naar Nederlandse schilders te vernoemen en anderzijds door de historische locatie van het plein, waaraan de voormalige Heineken-brouwerij staat.